# دینا الجهنی
دینا الجهنی (عربی: دينا الجهني؛ زادهٔ ۱ مارس ۱۹۷۵) کارآفرین و از اهالی کسب‌وکار اهل عربستان سعودی است. او سردبیر پیشین مجله ووگ عربی است. همسر او یکی از اعضای خاندان آل سعود است.